# Perfect Stranger
„Perfect Stranger” to singel brytyjskiego projektu muzycznego Magnetic Man wykonany razem z brytyjską piosenkarką Katy B. Utwór został wydany 1 października 2010 jako drugi singel z nadchodzącej debiutanckiej płyty zespołu pt. Magnetic Man. Krótsza wersja piosenki trafiła później na pierwszy album Katy B, On a Mission. Utwór spotkał się z pozytywnymi opiniami krytyków. Serwis Digital Spy opublikował o nim 5-gwiazdkową recenzję, a portal AllMusic uznał go za jeden z najlepszych utworów na płycie On a Mission.

## Lista utworów
- Digital download[3]

1. „Perfect Stranger” – 5:56
2. „Perfect Stranger” (Benga Remix) – 4:40
3. „Perfect Stranger” (Steve Angello Remix) – 6:42

## Notowania
| Lista (2010)                       | Najwyższa pozycja |
| ---------------------------------- | ----------------- |
| Szkocja (OCC)                      | 29                |
| Wielka Brytania (UK Singles Chart) | 16                |